# Zalduendo (élevage)
Pour les articles homonymes, voir Zalduendo (homonymie).
Zalduendo est un élevage (ganadería) espagnols de toros de lidia de la fin du XXe siècle et du début du XXIe siècle. 

## Historique
Formé à la fin du XVIIe siècle par Joaquín Zalduendo avec du bétail de Navarre, le troupeau a été transmis  de génération en génération jusqu'aux arrière-petits-fils du fondateur. En 1939, lorsqu'il rachète le troupeau,  Martín Amigot Sesma conserve le fer d'origine qui est transmis à son fils Javier, jusqu'en 1965, date à laquelle une société anonyme reprend l'élevage pour le revendre à Fernando Domecq Solis en 1987. Fernando élimine les origines et reforme le cheptel à partir de ses propres Jandilla.
Depuis 1978, la séparation des deux fils de Juan Pedro Domecq y Diez (décédé en 1975) a engendré les ganaderías Zalduendo et Jandilla. Depuis 1987, Francisco de Borja, petit-fils de Juan Pedro Domecq est aux commandes de la ganadería Jandilla, tandis que Fernando Domecq reprenait la ganadería Zalduendo après avoir dirigé l'élevage Jandilla depuis sa création sous ce nom en 1983.

## Présentation
Sa devise est rouge et bleu, son ancienneté à Madrid remonte au 14 juillet 1817 ce qui fait du fer de Zalduendo le troisième plus ancien d'Espagne. La propriété est située à Moheda de Zalduendo, Cáceres.
Le sang Jandilla est très présent chez les Zalduendo. Les débuts seront calmes, mais le troupeau va progressivement s'étoffer pour devenir un élevage de premier plan. L'élevage fait effectivement partie des plus importantes ganaderías de toros de lidia au monde avec 70 taureaux lidiés en 2001 et plus de 117 taureaux en 2003.

## Les grandes dates
Ces taureaux sont réputés pour leur exceptionnelle bravoure : Jarabito a remporté en avril 1999 tous les prix récompensant le taureau le plus brave, après une brillante faena de Emilio Muñoz qui participait à sa dernière corrida, mettant fin à sa carrière ce jour-là.
Devant Lastimada, du même élevage, César Rincón a brillé à Arles pour sa dernière corrida (deux oreilles et la queue) en 2000.
Le 10 septembre 2000, le mano a mano triomphal de Enrique Ponce et José Tomás à Dax a eu lieu avec les toros bravos de la même ganadería.
En 2001, lors de la feria du Riz à Arles Invincible a été gracié par El Juli.